# Clarus Mons
Le château de Clermont, ou « Claremontem Castrum », était un château fort médiéval situé dans la ville d'Arvernis, qui prit peu à peu le nom de Clermont à partir du IXe siècle, puis le nom de Clermont-Ferrand au XVIIe siècle. Il était situé à l'emplacement de l'actuel Hôtel de ville.

## Toponymie
Clarus Mons signifie « montagne dégagée » ou « montagne claire » en latin. Ce nom pourrait venir du fait que le château était bâti en arkose, pierre blonde qui reflétait la lumière du soleil, et qu'il était situé sur une butte, donc visible de loin.

## Objectif stratégique
Le château de Clermont fut construit pour protéger la ville d'Arvernis, issue du centre urbain de la cité gallo-romaine d'Augustonemetum, au sommet de la butte où se situe aujourd'hui le centre historique de Clermont-Ferrand.

## Architecture

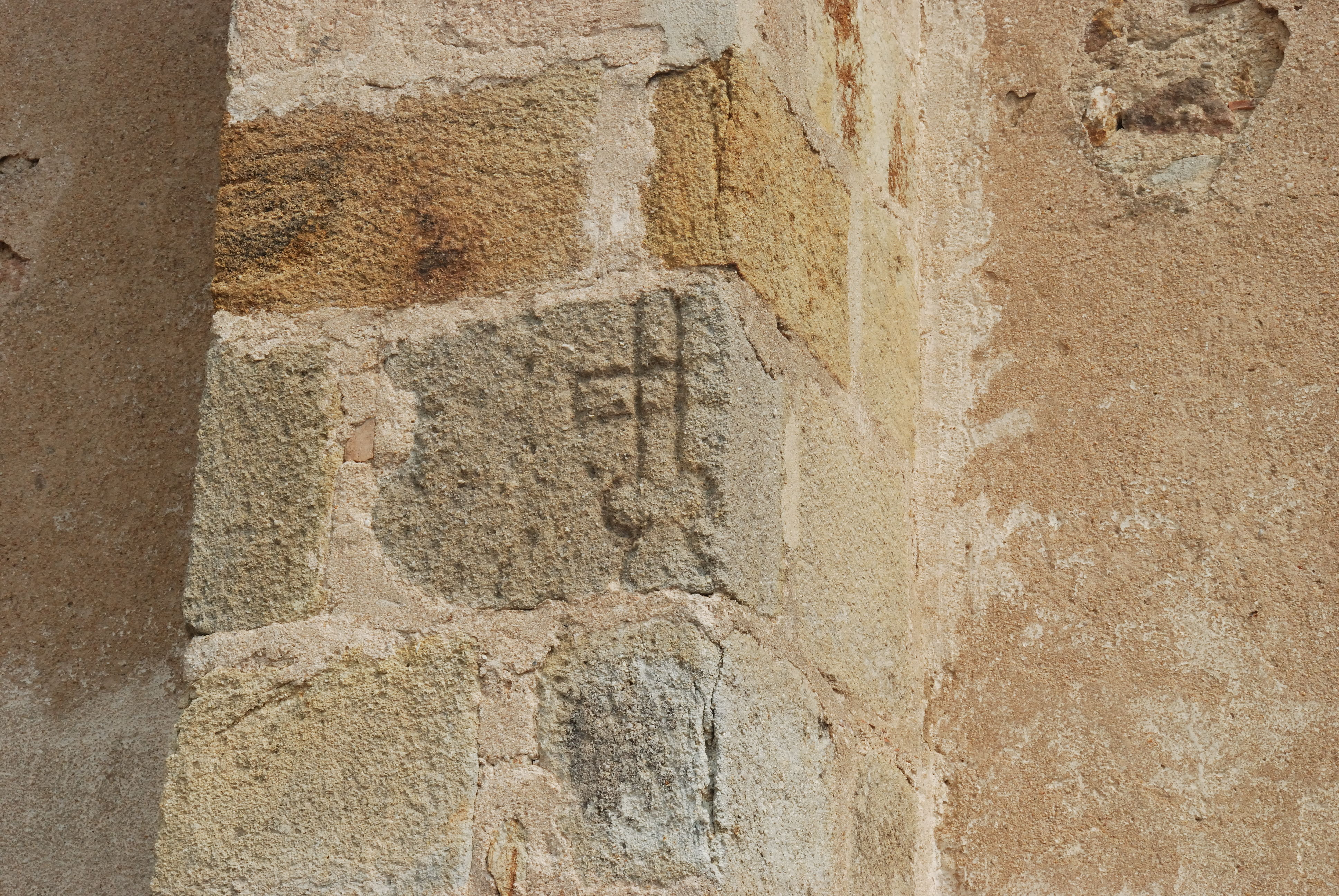
Exemple d'utilisation d'arkose pour la construction d'une église en Auvergne.

La forteresse était bâti en arkose, pierre blonde qui reflétait la lumière du soleil. Cette pierre, facile à tailler, est aussi très friable. Plusieurs bâtiments anciens de Clermont-Ferrand en arkose existent toujours aujourd’hui, comme la Basilique Notre-Dame-du-Port. L’essor de l’utilisation de la pierre de Volvic, ayant une couleur allant du gris clair à des teintes noires, moins fragile mais plus difficile à travailler, ne date en effet que de la construction de la cathédrale de Clermont-Ferrand au XIIIe siècle.

## Histoire

### Château de Clermont
Plus de mille ans se sont écoulés entre l’édification du château de Clermont et sa destruction, du milieu du premier millénaire de notre ère à la Renaissance.
En 422, le château de Clermont est mentionné dans une pièce sous le consulat de Théodose et d'Honorius. Grégoire de Tours (538 ou 539-594) ne mentionne cependant pas le château de Clermont.
En 761, Pépin le Bref, roi des Francs, pille l'« Urbem Arvernam » (la ville des Arvernes), c'est-à-dire Arvernis, et prend son château, le « Claremontem Castrum » ou (château du mont clair). Au fil du temps, la ville prendra dans le langage oral un nom dérivé de celui-ci, Clermont, même si officiellement le nom Arvernis restera longtemps utilisé, comme en témoignent encore les deniers du XIVe siècle.

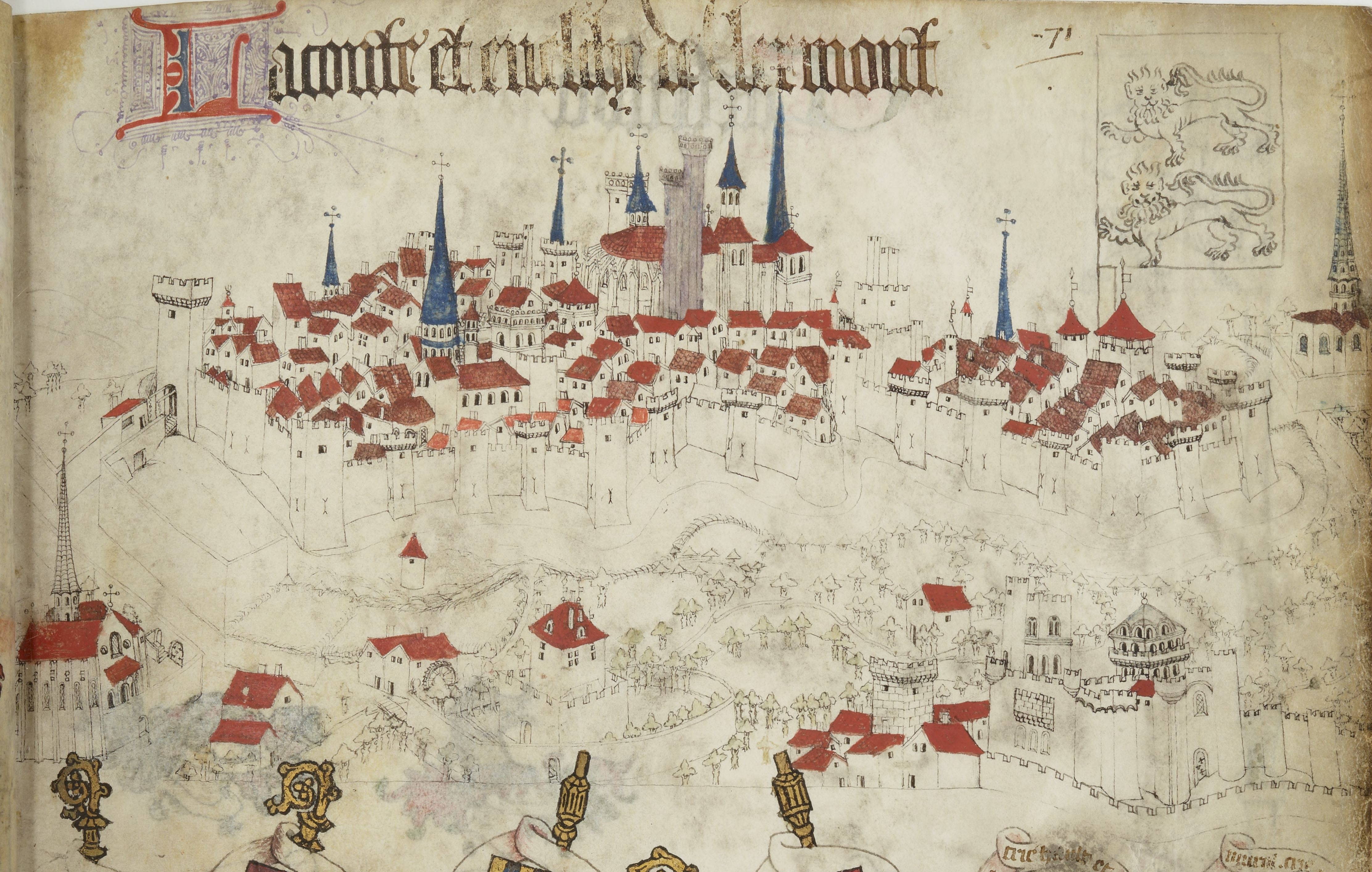
La cité de Clermont dans l'Armorial d'Auvergne de Guillaume Revel (1450).

Il se retrouve pour sa dernière phase médiévale être représenté dans l'Armorial d'Auvergne de Guillaume Revel vers 1450.

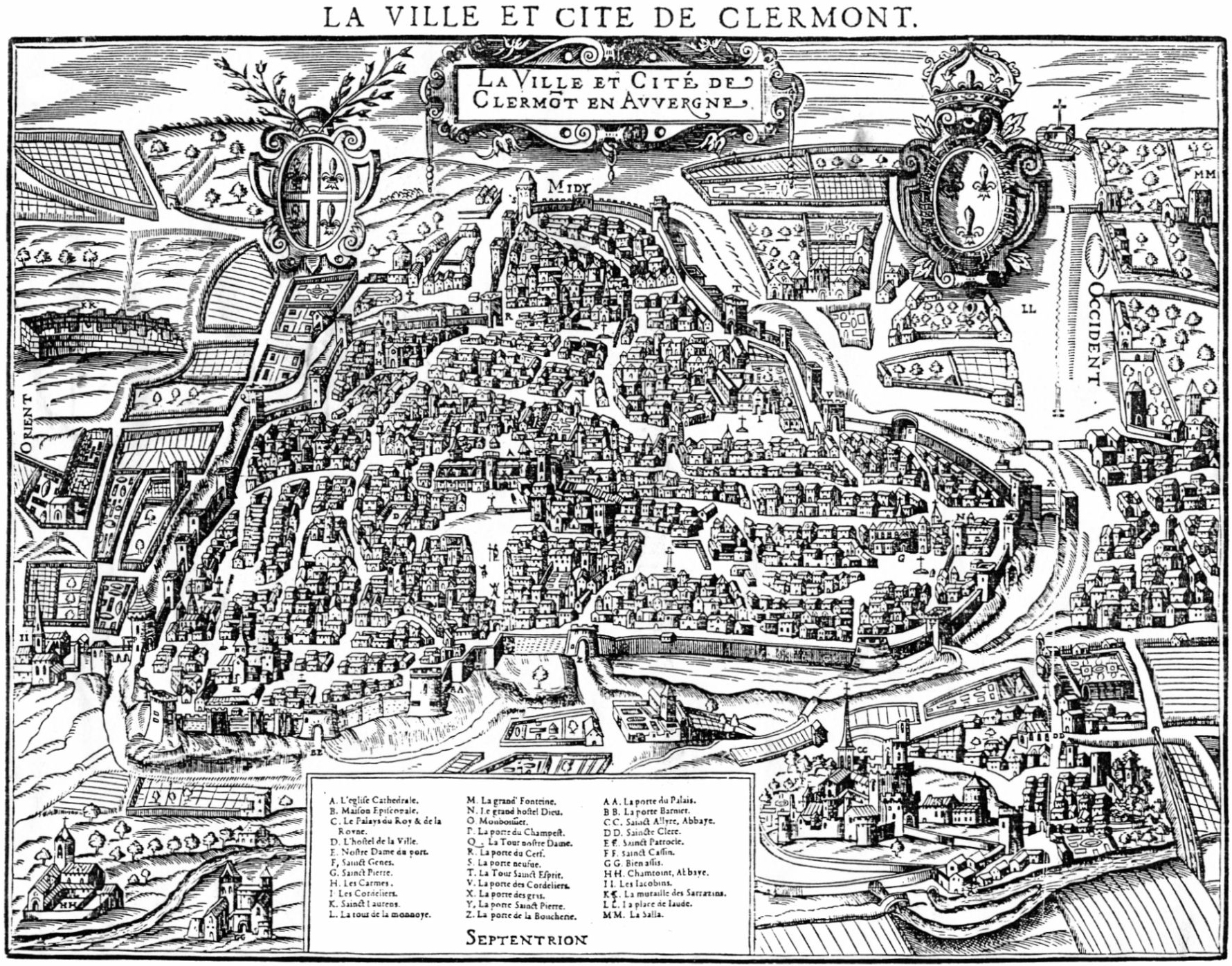
Plan de Clermont dessiné par l'artiste clermontois François Fuzier en 1574 et publié en 1575 dans la Cosmographie universelle de tout le monde de François de Belleforest.

Sur le plan de Clermont dessiné par François Fuzier en 1574 et publié en 1575 dans la Cosmographie universelle de tout le monde de François de Belleforest on peut voir que la forteresse protège trois importantes portes de la ville : la porte de la Boucherie, la porte du Palais, et la porte Barnier. Belleforest écrit : « encore voit-on aujourd'hui sur le coupeau du mont où est assis Clermont, une séparation et des vieux murs, qui sont preuve, que là était l'ancienne cité, ou au moins le fort principal d'icelle. ».
Dans son livre publié en 1607, Les origines de Clairmont, ville capitale d'Auvergne, Jean Savaron évoque à plusieurs reprises le château de Clermont.

### Palais de Boulogne
Le 14 janvier 1578, la reine Catherine de Médicis (1519-1589) fait don à la ville du palais de Boulogne pour y tenir la justice. La plus grande partie des comtes d’Auvergne sont nés dans le palais.

### Hôtel de ville

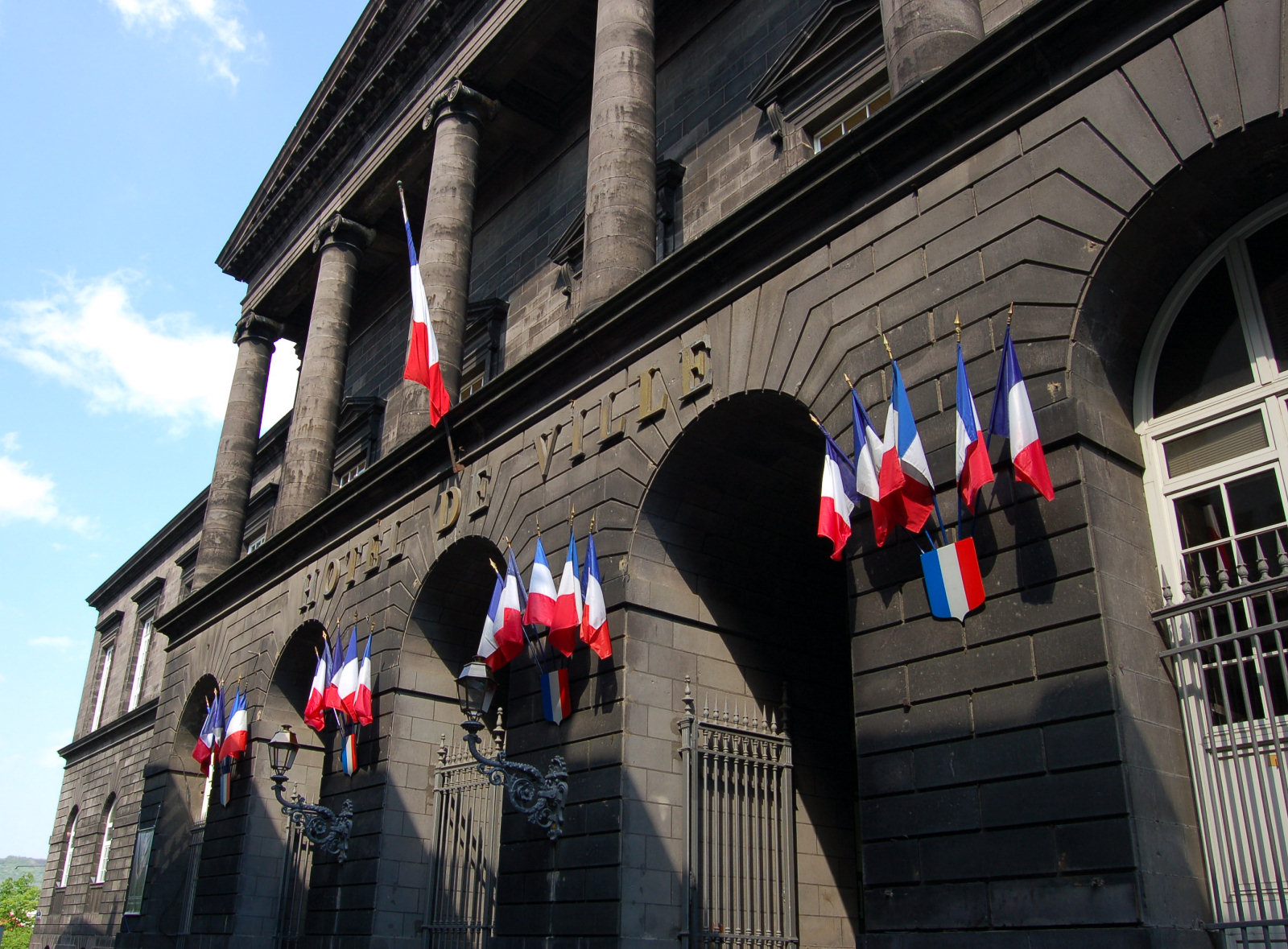
Façade de l'hôtel de ville de Clermont-Ferrand.

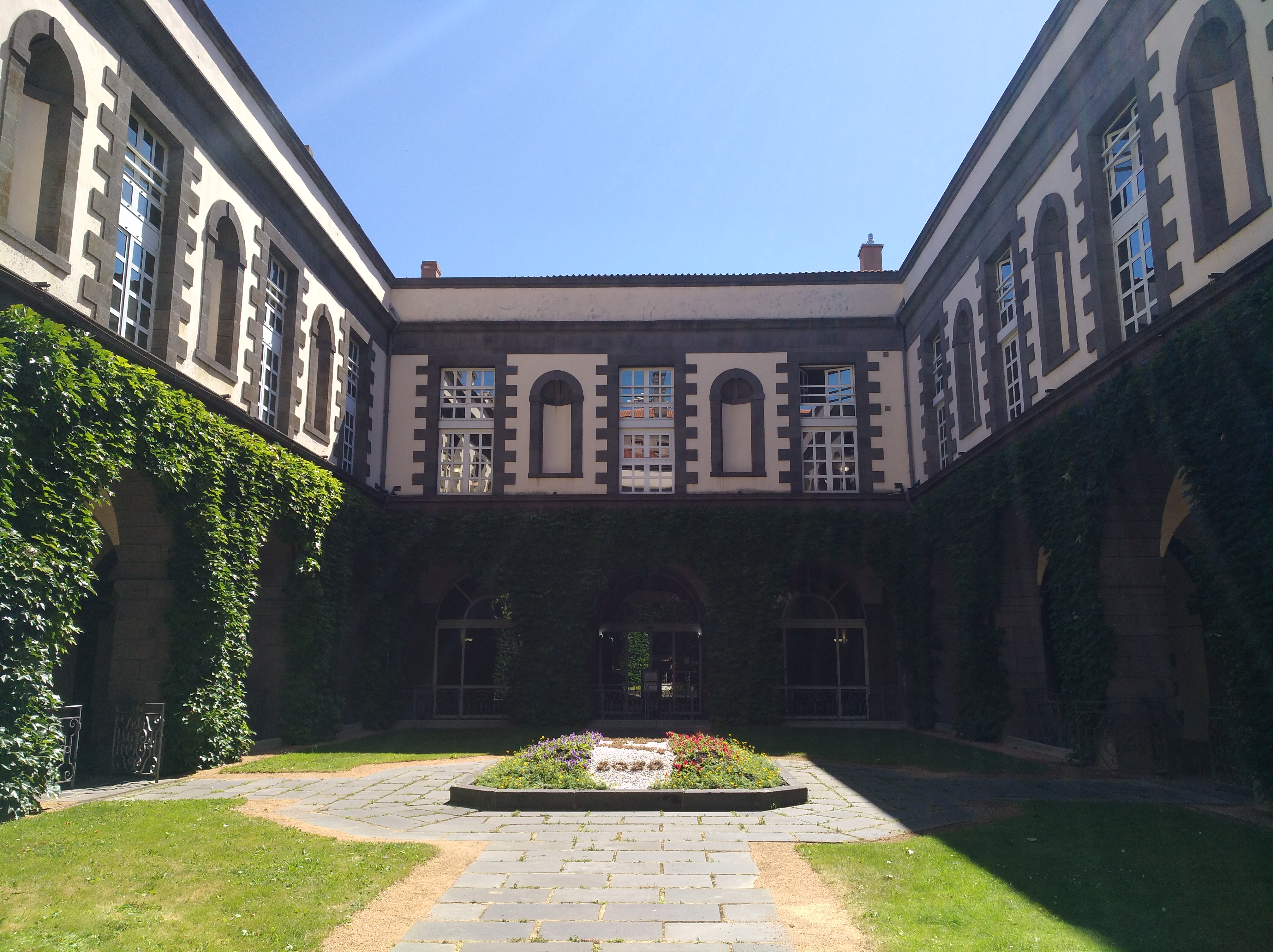
Cour intérieure hôtel de ville de Clermont-Ferrand.

Le palais de Boulogne a été détruit en 1832 et 1833, lors de la construction du nouvel hôtel de ville.